# The Datsuns
I Datsuns sono un gruppo garage punk - hard rock proveniente da Cambridge, Nuova Zelanda formatisi nel 2000.

## Storia
Nel 1997, quando erano ancora a scuola, Dolf de Borst (voce, basso), Phil Buscke (chitarra) e Matt Osment (batteria) formarono un gruppo che chiamarono Trinket. Christian Livingstone entrò a far parte della band nello stesso anno come secondo chitarrista. Il gruppo partecipò e vinse l'89FM Battle of the Band del 1999.
Dal 2000 la band cambiò il suo nome in "The Datsuns". Nell'agosto del 2000 pubblicano il loro primo singolo dal nome "Super Gyration!", solo su vinile. Nel luglio del 2002, dopo aver partecipato molte volte al programma radio di John Peel sul canale inglese BBC Radio 1 ed essere stati etichettati come "il futuro del rock" dal British music press, la band firmò con la casa discografica V2. Il loro album di debutto dal titolo "The Datsuns" riscosse un grande successo nel Regno Unito, così come in Australia e Nuova Zelanda.
I Datsuns vinsero parecchi premi durante quel periodo(che rimane il periodo di maggiore notorietà per la band) inclusi L'NME "best live band" e i New Zealand music Awards come "miglior gruppo" e "miglior album".
Suonarono nel 2003 all'Ozzfest, sullo stesso palco di Ozzy Osbourne, Marilyn Manson, Korn e Disturbed. Suonarono anche nel 2004 al Big Day Out festival ed aprirono i concerti dei Metallica nel tour australiano dello stesso anno.
Il loro secondo album, Outta Sight/Outta Mind, fu prodotto dal bassista dei Led Zeppelin John Paul Jones. Nonostante l'album fosse comunque di grande valore, non riscosse lo stesso successo del primo.
Nell'ottobre del 2006,i Datsuns tornarono con Smoke & Mirrors, coincidente con il loro ritorno in Australia e Nuova Zelanda. L'album ricevette numerosi pareri positivi, malgrado questo, il loro terzo lavoro non fu considerato come i primi due. Dopo la realizzazione del terzo album, il batterista Matt Osment lasciò la band di cui faceva parte dal 1997, sostituito da Ben Cole.
I Datsuns parteciparono ad un tour con Shihad durante il periodo natalizio 2006/2007.
Successivamente la band fu impegnata in un tour in Europa per promuovere Smoke & Mirrors. Nonostante il gruppo non fosse mai stato nella maggior parte dei luoghi delle date del tour, quasi tutti i concerti furono caratterizzati dall'esaurimento completo dei biglietti.
I Datsuns hanno recentemente finito di registrare il loro quarto album in Europa, album che sarà probabilmente in vendita per settembre 2008. La band è stata in tour in Australia, Nuova Zelanda e America per promuovere molti brani inediti che saranno presenti nel loro quarto lavoro, insieme al singolo già in vendita Highschool Hoodlums.
In coincidenza con l'uscita del loro nuovo disco, Head Stunts, il quartetto è sbarcato in Europa per un nuovo tour.

## Discografia

### Album
- 2002 The Datsuns, In-Fidelity Recordings
- 2004 Outta Sight/Outta Mind, V2 Records
- 2006 Smoke & Mirrors, V2 Records
- 2008 Head Stunts, Cooking Vinyl

### Ep
- 2006 Stuck Here for Days
- 2006 Harmonic Generator

### Singoli
- 2002
  - Fink for the Man
  - Supergyration
  - Lady
  - In Love
  - Harmonic Generator (Intermodulator)
  - Mother Fucker from Hell
- 2004
  - Blacken My Thumb
  - Girl's Best Friend
- 2006
  - Stuck Here for Days
  - System Overload
- 2008
  - High School Hoodlums
  - Human Error